# イオヌトゥ・ボテザトゥ
イオヌトゥ・ボテザトゥ（Ionuț Botezatu、1987年5月5日 - ）は、ルーマニアのラグビーユニオン選手。

## プロフィール
- ルーマニア・パシュカニ出身[1]。
- ポジションはウィング(WTB)、フルバック(FB)。
- 身長 180cm、体重 80kg
- 7人制ルーマニア代表に選ばれたことがある。
- ルーマニア代表通算キャップ数は34でワールドカップ2015のルーマニア代表に選ばれた[2]。

## 略歴
ブカレスト・ウルブズを経て、2013年、CSMシュティインツァ・バヤ・マーレに加入。